# أوتشان
أوتشان هي قرية في مقاطعة طالقان، إيران. يقدر عدد سكانها بـ 121 نسمة بحسب إحصاء 2016.